# Руда (мифология)
Руда (араб. روضة‎) — богиня земли и плодородия в древнеарабской мифологии, верховное божество в пантеоне самудских арабов (наравне с Нахи). Не упоминается в южных самудских надписях, в которых фигурирует Узза (в свою очередь отсутствующая в северных самудских надписях), что может свидетельствовать о тождественности этих богинь.
Ей поклонялись племена и кланы Аравийского полуострова в доисламский период. Первое упоминание Руды встречается в анналах Асархаддона, где её имя записано как Ru-ul-da-a-a-ú и упомянуто среди других богов арабов. Возможно родственна почитавшемуся в Пальмире божеству земли под именем Арцу. Может быть богиней Солнца или Венеры. Также упоминается как «госпожа смерти» и является богиней подземного царства.

## Имя
Происходит от семитского корня (RḌW, RḌ', RḌY) — «земная».
Согласно некоторым этимологиям, имя переводится как «благосклонная» или «милостивая».
У Геродота её имя записано как Ороталт, ввиду невозможности записать звук дад её имени (которое к тому времени, видимо, произносилось как Рудл или Рутл) греческими буквами. Насчёт происхождения имени Ороталта существуют и другие мнения.